# 71-й Берлинский международный кинофестиваль
71-й ежегодный Берлинский международный кинофестиваль проходил с 1 по 5 марта 2021 года в формате онлайн из-за пандемии COVID-19. На июнь предварительно запланировано мероприятие в обычном офлайн-формате, предполагающее традиционные ковровые дорожки и гала-фестивали.

## Жюри фестиваля
Жюри основного конкурса
Состав международного жюри основного конкурса фестиваля впервые полностью состоял из лауреатов «Золотого медведя» прошлых лет:
- Ильдико Эньеди, режиссёр и сценарист (Венгрия) («О теле и душе», 2017)
- Надав Лапид, режиссёр и сценарист (Израиль) («Синонимы», 2019)
- Адина Пинтилие, режиссёр и сценарист (Румыния) («Не прикасайся», 2018)
- Мохаммад Расулоф, режиссёр и сценарист (Иран) («Здесь нет зла», 2020)
- Джанфранко Рози, режиссёр документального кино (Италия) («Море в огне», 2016)
- Ясмила Жбанич, режиссёр и сценарист (Босния и Герцеговина) («Грбавица», 2006)

## Победители фестиваля
Первые три награды получили:
- «Неудачный трах, или Безумное порно» румынского режиссёра Раду Жуде — Золотой медведь.
- «Колесо фортуны и фантазии» Рюсукэ Хамагути (Япония) — гран-при.
- «Господин Бахман и его класс» Марии Шпет (Германия) — приз жюри

## Конкурсная программа
Фильмы основной конкурсной программы
| На русском языке                     | Оригинальное название                  | Режиссёр                         | Страна                             |
| ------------------------------------ | -------------------------------------- | -------------------------------- | ---------------------------------- |
| Неудачный трах, или Безумное порно   | Babardeală cu bucluc sau porno balamuc | Раду Жуде                        | Румыния                            |
| Баллада о белой корове               | قصیده گاو سفید                         | Бехташ Санаиха, Мириам Моквадам  | Иран, Франция                      |
| Полицейский фильм                    | Una Película de Policías               | Алонсо Руиспаласиос              | Мексика                            |
| Альбатрос                            | Albatros                               | Ксавье Бовуа                     | Франция                            |
| Фабиан, или Поход к собакам          | Fabian oder Der Gang vor die Hunde     | Доминик Граф                     | Германия                           |
| Лес, я вижу тебя везде               | Rengeteg — mindenhol látlak            | Бенедек Флигауф                  | Венгрия                            |
| Я создан для тебя                    | Ich bin dein Mensch                    | Мария Шрадер                     | Германия                           |
| Вступление                           | 인트로덕션                             | Хон Сансу                        | Республика Корея                   |
| Коробка с воспоминаниями             | الدفاتر                                | Жоана Хаджитомас, Халил Жорейеже | Франция, Ливан, Канада, Катар      |
| Господин Бахман и его класс          | Herr Bachmann und seine Klasse         | Мария Шпет                       | Германия                           |
| Естественный свет                    | Természetes fény                       | Денеш Надь                       | Венгрия, Латвия, Франция, Германия |
| По соседству                         | Nebenan                                | Даниэль Брюль                    | Германия                           |
| Маленькая мама                       | Petite Maman                           | Селин Сьямма                     | Франция                            |
| Что мы видим, когда смотрим на небо? | რას ვხედავთ როდესაც ცას ვუყურებთ?      | Александр Коберидзе              | Германия, Грузия                   |
| Случайность и догадка                | 偶然と想像                             | Рюсукэ Хамагути                  | Япония                             |